# Nick Ponzio
Nicholas James "Nick" Ponzio, född 4 januari 1995 i San Diego i USA, är en italiensk-amerikansk kulstötare. Han tävlar sedan juni 2021 för Italien.

## Karriär

### Tidig karriär
Ponzio föddes i San Diego men växte upp i Temecula. Han började med kulstötning som 17-åring efter att tidigare spelat amerikansk fotboll under sin tid i high school. Ponzio studerade därefter först vid University of Florida och bytte sedan till University of Southern California. Under sitt sista år på college stötte Ponzio ett nytt personbästa på 19,62 meter.

### 2019–2021
Efter examen flyttade Ponzio till Arizona för att träna hos den tvåfaldige inomhusvärldsmästaren Ryan Whiting. Under 2019 förbättrade han därefter sitt personbästa till 20,73 meter. I februari 2020 tog Ponzio silver vid amerikanska inomhusmästerskapen med en stöt på 20,85 meter. I juli samma år förbättrade han sitt personbästa till 21,72 meter vid en tävling i Kutztown. Han avslutade säsongen med att i september vinna Diamond League-tävlingen Golden Gala i Rom med en stöt på 21,09 meter.
Ponzio fick italienskt medborgarskap den 15 juni 2021 och blev samtidigt godkänd av World Athletics att börja tävla för Italien i internationella tävlingar. Samma månad tog han guld vid italienska mästerskapen i Rovereto med en stöt på 20,78 meter. I augusti samma år slutade Ponzio på 20:e plats i kvalet i kula vid OS i Tokyo efter en stöt på 20,28 meter, vilket inte räckte för en finalplats.

### 2022
Den 22 februari 2022 förbättrade Ponzio sitt personbästa inomhus med en stöt på 21,53 meter vid en tävling i Toruń. Senare samma månad tog han guld vid italienska inomhusmästerskapen i Ancona med en stöt på 21,34 meter. Den 7 mars 2022 satte Ponzio ett nytt italienskt inomhusrekord vid en tävling i Belgrad efter en stöt på 21,61 meter, vilket var 2 centimeter längre än Leonardo Fabbris tidigare rekord från 2020. Sex dagar senare satte Ponzio även ett nytt personbästa utomhus med en stöt på 21,83 meter vid Europacupen i kast i Leiria, vilket gav honom en silvermedalj efter att ha slutat bakom landsmannen Zane Weir. Senare samma månad slutade Ponzio på sjunde plats i kula vid inomhus-VM i Belgrad med en stöt på 21,30 meter, men tappade i samma tävling sitt italienska inomhusrekord till Zane Weir.
I juni 2022 tog Ponzio sitt andra raka guld vid italienska mästerskapen i Rieti. Följande månad tävlade han vid VM i Eugene och slutade på nionde plats i kultävlingen. I augusti 2022 tävlade Ponzio vid EM i München och slutade på fjärde plats i kultävlingen.

### 2023
I februari 2023 tog Ponzio brons vid italienska inomhusmästerskapen i Ancona efter att ha besegrats av Lorenzo Fabbri och Zane Weir. Följande månad tävlade han vid europeiska inomhusmästerskapen i Istanbul men blev utslagen i kvalet i kultävlingen.
I maj 2023 blev Ponzio tilldelad en ettårig avstängning (från 20 april 2023 till 19 april 2024) för att ha missat tre dopingkontroller.

## Tävlingar

### Internationella
| År                   | Tävling                        | Plats                | Placering            | Gren                 | Distans              |
| Tävlande för Italien | Tävlande för Italien           | Tävlande för Italien | Tävlande för Italien | Tävlande för Italien | Tävlande för Italien |
| -------------------- | ------------------------------ | -------------------- | -------------------- | -------------------- | -------------------- |
| 2021                 | Olympiska sommarspelen         | Tokyo                | 20:e (kval)          | Kulstötning          | 20,28 m              |
| 2022                 | Europacupen i kast             | Leiria               | 2:a                  | Kulstötning          | 21,83 m              |
| 2022                 | Inomhusvärldsmästerskapen      | Belgrad              | 7:e                  | Kulstötning          | 21,30 m              |
| 2022                 | Världsmästerskapen             | Eugene               | 9:e                  | Kulstötning          | 20,81 m              |
| 2022                 | Europamästerskapen             | München              | 4:e                  | Kulstötning          | 20,98 m              |
| 2023                 | Europeiska inomhusmästerskapen | Istanbul             | 10:e (kval)          | Kulstötning          | 19,83 m              |

### Nationella
| - Amerikanska friidrottsmästerskapen (inomhus): - 2020: Silver – Kulstötning (20,85 meter, Albuquerque) | - Italienska friidrottsmästerskapen (utomhus): - 2021: Guld – Kulstötning (20,78 meter, Rovereto) - 2022: Guld – Kulstötning (21,34 meter, Rieti) | - Italienska friidrottsmästerskapen (inomhus): - 2022: Guld – Kulstötning (21,34 meter, Ancona) - 2023: Brons – Kulstötning (20,60 meter, Ancona) - 2025: Brons – Kulstötning (20,63 meter, Ancona) |

## Personliga rekord
| Utomhus - Kulstötning – 21,83 m (Leiria, 13 mars 2022) | Inomhus - Kulstötning – 21,61 m (Belgrad, 7 mars 2022) |